# Sebaskachu River
Der Sebaskachu River oder Shapeshkashiu-shipu (aus der Innu-Sprache) ist ein etwa 85 km langer Zufluss des Lake Melville im Osten von Labrador in der kanadischen Provinz Neufundland und Labrador.

## Flusslauf
Der Sebaskachu River hat seinen Ursprung in einem namenlosen See auf einer Höhe auf 360 m. Er fließt anfangs 35 km nach Süden und erreicht einen größeren See. Bei Flusskilometer 59 verlässt der Sebaskachu River den See und fließt anschließend in östliche Richtung. Auf den unteren 40 Kilometern weist der Fluss ein stark mäandrierendes Verhalten mit zahlreichen Flussschlingen und Altarmen auf. Schließlich erreicht der Sebaskachu River das Nordufer des Lake Melville, 26 km nördlich der Gemeinde North West River. Der Sebaskachu River entwässert ein Areal von 580 km².

## Flussfauna
Im Flusssystem kommen Atlantischer Lachs und Bachsaibling vor.